# برنامج غير مرغوب فيه
البرنامج غير المرغوب فيه (PUP) أو التطبيق غير المرغوب فيه (PUA) (بالإنجليزية: Potentially unwanted program)‏ هو برنامج قد يعتبره المستخدم غير مرغوب فيه أو غير ضروري. ويتم استخدامه كمعيار تصنيف ذاتي من قبل منتجات الأمان والرقابة الأبوية. قد تستخدم مثل هذه البرامج تطبيقاً يمكن أن يعرض الخصوصية للخطر أو يضعف أمان الكمبيوتر. وغالباً ما تقوم الشركات بتجميع تنزيل البرنامج المطلوب مع تطبيق مغلف وقد تعرض تثبيت تطبيق غير مرغوب فيه، وفي بعض الحالات دون توفير طريقة واضحة لإلغاء التثبيت. تقوم شركات مكافحة الفيروسات بتعريف البرامج المجمعة على أنها برامج غير مرغوب فيها   والتي يمكن أن تتضمن برامج تعرض إعلانات متطفلة (برامج إعلانية)، أو تتبع استخدام المستخدم للإنترنت لبيع المعلومات للمعلنين ( برامج تجسس )، وتضخ إعلاناتها الخاصة في صفحات الويب التي يطلع عليها المستخدم، أو يستخدم خدمات الرسائل القصيرة المميزة لزيادة الرسوم على المستخدم.   عبّر عدد متزايد من مشاريع البرمجيات مفتوحة المصدر عن استيائهم من قيام مواقع الطرف الثالث بتغليف تنزيلاتها بحزم غير مرغوب فيها، دون علمهم أو موافقتهم. تقريبًا كل موقع تنزيل مجاني تابع لجهة خارجية يرفق تنزيلاته ببرامج غير مرغوب فيها.  تعتبر هذه الممارسة غير أخلاقية على نطاق واسع لأنها تنتهك المصالح الأمنية للمستخدمين دون موافقتهم. تقوم بعض حزم البرامج غير المرغوب فيها بتثبيت شهادة جذر على جهاز المستخدم، مما يسمح للمتسللين باعتراض البيانات الخاصة مثل التفاصيل المصرفية، دون أن يقدم المتصفح تحذيرات أمنية. نصحت وزارة الأمن الداخلي الأمريكية بإزالة شهادة الجذر غير الآمنة، لأنها تجعل أجهزة الكمبيوتر عرضة للهجمات الإلكترونية الخطيرة.  يوصي مطورو البرامج وخبراء الأمان بتنزيل أحدث إصدار من الموقع الرسمي للمشروع، أو مدير حزم أو متجر تطبيقات موثوق به.

## أصول
تاريخيًا، ظهرت أولى الشركات الكبرى التي تعمل ببرامج قد تكون غير مرغوب فيها لتحقيق الإيرادات في الولايات المتحدة في منتصف العقد الأول من القرن الحادي والعشرين، مثل شركة Zango . وقد انخفضت هذه الأنشطة بعد أن تم التحقيق مع الشركات، وفي بعض الحالات تم توجيه الاتهام إليها من قبل السلطات بسبب عمليات التثبيت الجائرة والضارة. 

### وادي التنزيلات
نمت في صناعة البرمجيات الإسرائيلية صناعة كبيرة مكرّسة لتحقيق الأرباح من خلال فرض برامج غير مرغوب فيها، ويشار إليها في كثير من الأحيان باسم "وادي التنزيلات". هذه الشركات هي مسؤولة عن جزء كبير من أدوات التحميل والتثبيت،  التي تضع برامج إضافية غير مرغوب فيها على أنظمة المستخدمين.   

## البرامج غير المرغوب فيها
ازدادت البرامج غير المرغوب فيها في السنوات الأخيرة، وصنفت إحدى الدراسات في عام 2014 البرامج غير المرغوب فيها على أنها تشكل 24.77% من إجمالي الأصابات بالبرامج الضارة .  تتضمن هذه البرامج الضارة برامج إعلانية وفقًا لـ Google .   تتضمن العديد من البرامج إضافات متصفح غير مرغوب فيها تتعقب المواقع الإلكترونية التي يذهب إليها المستخدم من أجل بيع هذه المعلومات للمعلنين، أو إضافة إعلانات إلى صفحات الويب.  يتم تغيير خمسة في المئة من زيارات متصفح الكمبيوتر للمواقع الإلكترونية المملوكة لشركة Google بواسطة برامج الكمبيوتر التي تضخ إعلاناتها الخاصة في الصفحات.    حدّد الباحثون أن 50,870 من إضافات جوجل كروم و34,407 برنامجاً يضخّ إعلانات. تم تصنيف 38% من الإضافات و17% من البرامج على أنها برامج ضارة ، والباقي عبارة عن تطبيقات من نوع برامج إعلانية غير مرغوب فيها. قام بعض مطوري ملحقات جوجل كروم ببيع ملحقات صنعوها لشركات خارجية تدفع بصمت تحديثات غير مرغوب فيها تتضمن برامج إعلانية لم تكن موجودة من قبل في الإضافات.   

### الوكلاء المحليون
تقوم برامج التجسس بتثبيت خادم وكيل على كمبيوتر الشخص الذي يراقب كل حركة مرور الويب التي تمر عبره، وتتبع اهتمامات المستخدم لإنشاء ملف تعريف وبيع هذا الملف للمعلنين.

#### سوبرفيش
Superfish عبارة عن حاقن إعلانات يقوم بإنشاء شهادة الجذر الخاصة به في نظام تشغيل الكمبيوتر، مما يسمح للأداة بحقن الإعلانات في صفحات بحث جوجل المشفرة وتتبع سجل استعلامات البحث الخاصة بالمستخدم.
في فبراير 2015، نصحت وزارة الأمن الداخلي بالولايات المتحدة بإلغاء تثبيت Superfish وشهادة الجذر المرتبطة به من أجهزة كمبيوتر Lenovo ، لأنها تجعل الحواسيب عرضة لهجمات إلكترونية خطيرة، بما في ذلك اعتراض كلمات المرور والبيانات الحساسة التي يتم نقلها عبر المتصفحات.   وكشفت <i id="mwWQ">Heise Security</i> أن شهادة Superfish مضمنة في التنزيلات المجمعة مع عدد من التطبيقات من الشركات بما في ذلك SAY Media و Ad-Aware Web Companion من Lavasoft . 

### اختطاف المتصفح
تستخدم العديد من الشركات اختطاف المتصفح لتعديل الصفحة الرئيسية للمستخدم وصفحة البحث، ولإجبار الزيارات على الإنترنت إلى موقع ويب معين وكسب المال من المعلنين.[بحاجة لمصدر] تقوم بعض الشركات بسرقة ملفات تعريف الارتباط الموجودة في متصفح المستخدم، واختطاف اتصالاته بالمواقع الإلكترونية التي قام بتسجيل الدخول إليها، وتنفيذ إجراءات باستخدام حسابه، دون علم المستخدم أو موافقته (مثل تثبيت تطبيقات أندرويد).

### طالب احتيالي
يستخدم المستخدمون الذين لديهم إمكانية الوصول إلى الإنترنت عن طريق الطلب الهاتفي أجهزة المودم الموجودة في أجهزة الكمبيوتر الخاصة بهم للاتصال بالإنترنت، وتم استهدافها من قبل تطبيقات احتيالية استخدمت ثغرات أمنية في نظام التشغيل للاتصال بأرقام مميزة.
العديد من أجهزة أندرويد مستهدفة من قبل البرامج الخبيثة التي تستخدم خدمات الرسائل القصيرة المتميزة لتكبد المستخدمين رسومًا.   

### غير مرغوب فيه ليس من قبل المستخدم
عادة ما يتم تثبيت فئات قليلة من البرامج عن علم من قبل المستخدم ولا تظهر أي سلوك مسيء آلياً. ومع ذلك، قد تعتبر المؤسسة التي تتحكم في الكمبيوتر أو بائع برامج مكافحة الفيروسات أن البرنامج غير مرغوب فيه بسبب الأنشطة التي يسمح بها.
أحيانًا يتم تصنيف برامج مشاركة الملفات من نظير إلى نظير على أنها PUA وتحذف بسبب ارتباطاتها المزعوم بالقرصنة. في مارس 2021، بدأ برنامج ويندوز ديفندر في إزالة برنامجي uTorrent وqBittorrent ، مما تسبب في ارتباك واسع النطاق لدى المستخدمين. قامت مايكروسوفت منذ ذلك الحين بتحديث قاعدة بيانات PUA للإبلاغ عن برامج التورنت في المؤسسات فقط. 
كما أن مولد السيريالات غير الملوثة بالبرمجيات الخبيثة الفعلية عادةً ما يتم تصنيفها على أنها PUA بسبب القرصنة. 

## مواقع الطرف الثالث
في عام 2015، أشارت الأبحاث التي أجرتها شركة Emsisoft إلى أن جميع مزودي التنزيل المجاني قاموا بتجميع تنزيلاتهم مع برامج يحتمل أن تكون غير مرغوب فيها، وأن Download.com كان أسوأ مخالف.  وأعرب لويل هيدنغز عن استيائه من أنه "للأسف، حتى على موقع جوجل، فإن جميع النتائج التي تظهر في أعلى النتائج لمعظم البرامج المجانية والمفتوحة المصدر هي مجرد إعلانات لمواقع سيئة للغاية تقوم بتجميع برامج crapware وبرامج الإعلانات المتسللة والبرامج الضارة داخل أداة التثبيت." 

### Download.com
في ديسمبر 2011، نشر جوردون ليون كرهه الشديد للطريقة التي بدأ بها موقع Download.com في تجميع البرامج الرمادية مع مديري التثبيت الخاصين بهم، وأعرب عن مخاوفه بشأن البرامج المجمعة، مما دفع العديد من الأشخاص إلى نشر المنشور على الشبكات الاجتماعية، وبضع عشرات من التقارير الإعلامية. تكمن المشكلة الرئيسية في الخلط بين المحتوى الذي يقدمه موقع Download.com   والبرمجيات التي يقدمها المؤلفون الأصليون؛ وشملت الاتهامات الخداع وكذلك انتهاك حقوق النشر والعلامة التجارية. 
في عام 2014، حذر كل من The Register وUS-CERT من أنه عبر التطبيقات المثبتة مسبقا الخاصة بموقع Download.com، "قد يتمكن المهاجم من تحميل وتنفيذ تعليمات برمجية عشوائية". 

### سورسفورج
أعرب العديد من مطوري البرمجيات مفتوحة المصدر عن إحباطهم واستيائهم من أن عملهم يتم تجميعه من قبل شركات تستفيد من عملهم عن طريق استخدام الإعلانات على شبكة البحث لاحتلال النتيجة الأولى على صفحة البحث. تقدم هذه الصفحات بشكل متزايد أدوات تثبيت مجمعة تتضمن برامج غير مرغوب فيها، وتربك المستخدمين من خلال تقديم البرامج المجمعة كصفحة تنزيل رسمية معتمدة من المشروع مفتوح المصدر.
واعتبارًا من أوائل عام 2016 لم يعد هذا هو الحال.  تم نقل ملكية سورسفورج إلى SourceForge Media, LLC، وهي شركة تابعة لشركة BIZX, LLC (BIZX).  وبعد عملية البيع، قاموا بإزالة برنامج DevShare، مما يعني أن أدوات التثبيت المجمعة لم تعد متوفرة.

#### GIMP
في نوفمبر 2013، قام برنامج GIMP ، وهو برنامج مجاني لمعالجة الصور، بإزالة تنزيله من سورسفورج ، مستشهدًا بأزرار التنزيل المضللة التي يمكن أن تربك العملاء، بالإضافة إلى مثبِّت سورسفورج الخاص بنظام ويندوز، والذي يجمع عروضًا من جهات خارجية. ففي بيان لها، وصفت GIMP موقع سورسفورج بأنه "مكان مفيد وجدير بالثقة لتطوير واستضافة تطبيقات مفتوحة المصدر" بأنها تواجه الآن "مشكلة مع الإعلانات التي يسمحون بها على مواقعهم ...".  في مايو 2015، تم نقل مشروع GIMP لنظام التشغيل Windows SourceForge إلى ملكية حساب "SourceForge Editorial Staff" وتمت إعادة تمكين تنزيلات البرامج الإعلانية.  حدث الشيء نفسه لمطوري nmap .  
في مايو 2015 سيطرت سورسفورج على المشاريع التي انتقلت إلى مواقع استضافة أخرى واستبدلت تنزيلات المشاريع بتنزيلات مليئة بالبرامج الإعلانية. 

#### Nmap
فقد Gordon Lyon السيطرة على صفحة Nmap SourceForge ، مع سيطرة سورسفورج على صفحة المشروع. قال ليون "حتى الآن يبدو أنهم يقدمون ملفات Nmap الرسمية فقط (طالما أنك لا تنقر على أزرار التنزيل المزيفة) ولم نكتشف أنهم يقومون بتخريب Nmap كما فعلوا مع GIMP. لكننا بالتأكيد لا نثق بهم ولو قليلاً! يقوم سورسفورج بنفس المخطط الذي جربه موقع CNet Download.com عندما بدأوا في الدوران حول البالوعة".  

#### مشغل الوسائط VLC
أعربت شركة VideoLAN عن استيائها من أن المستخدمين الذين يبحثون عن منتجاتها يرون إعلانات البحث من مواقع الويب التي تقدم تنزيلات "مجمعة" تتضمن برامج غير مرغوب فيها ، بينما تفتقر VideoLAN إلى الموارد لمقاضاة العديد من الشركات التي تسيء استخدام علاماتها التجارية.     

## أنظر أيضا
- شريط أدوات القناة
- البرامج المثبتة مسبقا
- أدوات مجرفة